# Archiv der deutschen Jugendbewegung

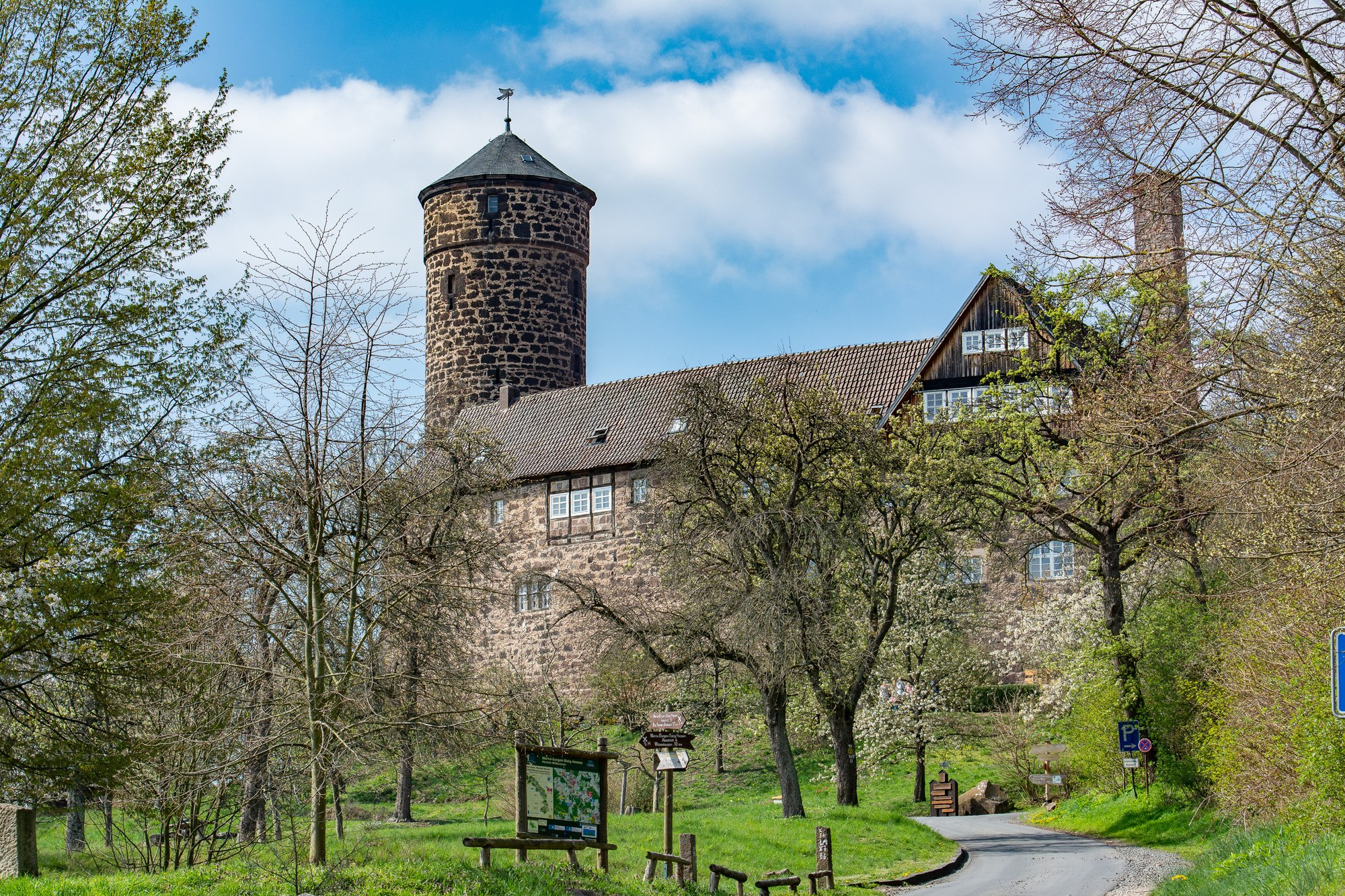
Burg Ludwigstein – Sitz des Archivs der deutschen Jugendbewegung

Das Archiv der deutschen Jugendbewegung in der Burg Ludwigstein bei Witzenhausen in Hessen ist ein öffentliches Archiv, das Unterlagen zur Geschichte der Jugendbewegung sammelt, erschließt und zugänglich macht.

## Geschichte
Das Archiv wurde 1922 als Reichsarchiv der deutschen Jugendbewegung auf der Burg Ludwigstein gegründet. Es wurde zunächst von der von Enno Narten gegründeten Vereinigung Jugendburg Ludwigstein e. V. getragen, welche die Ruine 1920 erworben hatte und sie zu einem Zentrum der bürgerlichen Jugendbewegung ausbaute.
Nach der Machtergreifung wurde die Burg zu einer Gebietsführerschule der Hitlerjugend in Kurhessen und ihre Trägervereinigung unterstellte sich der nationalsozialistischen Reichsjugendführung. Am 17. September 1941 wurde die Vereinigung Jugendburg Ludwigstein e. V. endgültig verboten; seitdem diente die Burg ausschließlich den Zwecken nationalsozialistischer Jugendarbeit. Das Archiv der deutschen Jugendbewegung blieb zunächst auf der Burg, bis es 1941 für das Reichsinstitut für nationalsozialistische Jugendarbeit in Berlin beschlagnahmt wurde. Die Bestände des Archivs gingen 1945 in Berlin verloren.
Kurz nach Kriegsende, 1946, wurde die Burg Ludwigstein an die wieder zugelassene Vereinigung Jugendburg Ludwigstein e. V. zurückgegeben. Die Sammeltätigkeit setzte ebenfalls bald wieder ein; durch die Übernahme von Nachlässen, Sammlungen und Archiven anderer Bünde und Verbände wurde ein neuer Archivbestand aufgebaut. 1970 wurde das Archiv ebenso wie die Burg selbst in die Stiftung Jugendburg Ludwigstein und Archiv der deutschen Jugendbewegung überführt.
2004 brachte für das Archiv der deutschen Jugendbewegung den nächsten großen Einschnitt, als das Archiv als Außenstelle in das Hessische Staatsarchiv Marburg aufgenommen wurde. Das Archiv wird seitdem gemeinsam vom Land Hessen und der Stiftung Jugendburg Ludwigstein und Archiv der deutschen Jugendbewegung getragen.

## Bestände
Das Archiv verwahrt und erschließt unterschiedliche Arten von Materialien, welche großenteils online im Archivinformationssystem Hessen abgerufen werden können:
- ca. 27 000 Bücher
- ca. 3 500 Zeitschriften
- ca. 1000 Regalmeter Akten
- Nachlässe von ca. 160 Personen
- ca. 170 000 Fotos und weitere 600 Fotoalben
- Grafiken und Gemälde von ca. 200 Künstlerinnen und Künstlern
- Tonträger / Filme
- Gegenstände wie Fahnen, Wimpel, Abzeichen, Kleidung, Fahrtengerät und Kleinkunst